# Marine and Towage Services
Marine and Towage Services är ett brittiskt bogserbåts- och marinserviceföretag, baserat i Brixham i Devon.
Marine and Towage Services grundades  i Cornwall 1996 av Jon Parslow. Det har en flotta på ett tjugotal bogserbåtar och andra specialiserade för marin service, varav de största är havsgående bogserare med ett pollaredrag på 50 ton. 
Företaget köptes 2014 av australiensiska Bhagwan Marine.